# ناسی
ناسی به رئیس سنهدرین (عبری: סנהדרין؛ یونانی: συνέδριον سِنِدریون به معنی «با هم نشستن» یا «انجمن») دادگاه و شورای عالی یهودیان در زمان گذشته گفته می‌شد که از بیست و سه داور از شهرهای فلسطین، تشکیل می‌شد. یکی از وظایف ناسی انجام امورات مربوط به تقویم می‌شد که مهم‌ترین آن‌ها مشخص کردن عادی بودن سال یا کبیسه (سیزده ماهه) بودن آن بوده است.